# Pirateria informatica
La pirateria informatica indica varie attività di natura illecita perpetrate tramite l'utilizzo di strumenti informatici, in violazione delle norme giuridiche di uno Stato e del copyright.

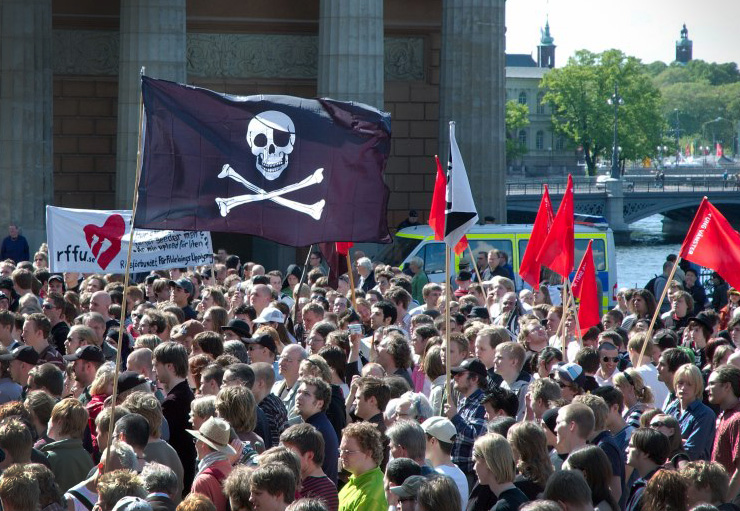
Manifestazione a Stoccolma nel 2006 a favore del file sharing e della pirateria informatica

## Storia
L'attività iniziò ad aver rilevanza a partire dal 1980 soprattutto con la diffusione in abito casalingo degli home computer, durante tale periodo i prodotti software originali provenienti da Stati con un'industria informatica avanzata, come il Regno Unito, venivano comunemente sprotetti dai pirati e rivenduti non soltanto a privati, ma anche a distributori professionisti; tipica era la pubblicazione a basso prezzo, del tutto legale per la legge italiana di quel periodo, di videogiochi pirata su audiocassetta nel circuito delle edicole. in proposito alcune delle più famose furono le pubblicazioni "Pubblirome" ed "Edigamma" seguite poi da varie altre testate.

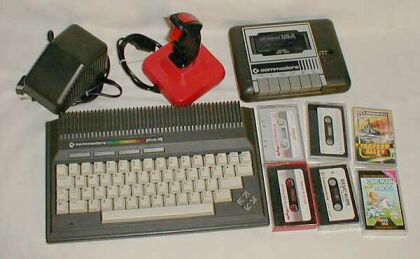
Un Commodore Plus/4 dotato di registratore datassette.

Con lo sviluppo di internet e delle reti di telecomunicazione il fenomeno si è notevolmente diffuso; nel corso degli anni 2000 però, secondo uno studio di Envisional Limited effettuato su commissione da NBC Universal, sul traffico online di materiale illegale la musica è scesa sotto il 3% rispetto a materiale pornografico (35,8%), film (35,2%), programmi televisivi e software (21,2%), inoltre secondo dati del 2002 la pirateria cinematografica ha riportato numeri quali 400-600 000 film scaricati ogni giorno. Nella pirateria dei software, uno studio di IDC relativo al 2008, condotto su 38 Stati per conto di Business Software Alliance, ha riscontrato che nel mondo aziendale viene impiegato in media software free o open source per il 15%, software legale per il 44%, e per il 41% software ottenuto illegalmente 
 Secondo l'Entertainment Software Association, nell'ambito dei videogiochi, nel 2010 la pirateria costò all'industria 1,45 miliardi di sterline e più di 1000 posti di lavoro mentre nel 2011 toccò vette dell'80% in paesi quali Brasile, Francia, Italia, Spagna e Cina.
Tuttavia nel 2015 una ricerca di settore del Joint Research Centre della Commissione europea ha evidenziato come la lotta alla pirateria non sia efficace, in quanto pur intervenendo sulla maggiore fonte della pirateria, nascano altre fonti più piccole e alternative, con un effetto denominato Hydra, senza che vi siano benefici apprezzabili sulla pirateria complessiva.

## Descrizione
Le attività più comuni comprendono l'accesso non autorizzato a dati protetti o riservati, la loro diffusione o modifica per ottenere vantaggi illeciti, e la copia di software o altro materiale digitale senza rispettare il diritto d'autore. Alcune delle azioni che si configurano come pirateria derivano da uso improprio del diritto di utilizzare il software ed altri strumenti secondo le condizioni alle quali è stato concesso in uso dall'autore o dal detentore dei diritti economici di sfruttamento dell'opera (a volte racchiuse in una licenza d'uso). La forma di perseguibilità giuridica, che varia a seconda delle legislazioni nazionali, è stata oggetto di considerazione da parte dell'Unione europea ed è stata oggetto di trattati internazionali.
Tra i soggetti responsabili vi sono generalmente cracker che si occupano di superare o rimuovere le protezioni dei sistemi informatici, pirati attivi che diffondono il materiale ottenuto illegalmente e pirati passivi che lo accettano.

## Tipologie

### Contraffazione del software
La contraffazione del software consiste nella produzione e nella vendita di copie illecite di tale tipo di prodotti, a volte imitandone svariati altri elementi originali, ad esempio confezionamento e imballaggi nonché licenza d'uso, manuali o talvolta anche un contratto di licenza.
A questa condotta è stata talvolta assimilata anche quella di effettuare aggiornamenti del software senza disporre di licenza e della copia legale da aggiornare, sebbene la considerazione giuridica per queste fattispecie sia in genere notevolmente differente, consistendo a fini legali nell'indebita acquisizione di applicativi.
Le legislazioni di alcuni Stati, spesso in occasione della giurisprudenza in merito, hanno però stabilito la liceità della copia ad esclusivo uso personale ed in alcuni casi l'illiceità di clausole della licenza d'uso eventualmente in contrasto con tale pratica.

### Diffusione a mezzo reti informatiche
Attraverso la rete internet è possibile vendere o mettere a disposizione gratuitamente programmi non originali; nella pratica può assumere diverse forme: quella più frequente è la diffusione del software tramite servizi di file sharing che rendono possibile lo scambio libero e gratuito di software attraverso il download e l'upload, o reti peer to peer che consentono di scaricare programmi in violazione del copyright, aste on-line che offrono software a basso prezzo.
Tale illecito si compone da una parte dell'illecito di chi rende indebitamente disponibile materiale coperto da diritti, e dall'altra dall'illecito dell'utente che ne effettua il download senza averne titolo (è discussa la figura dell'utente che si avvalga di un servizio non lecitamente allestito per l'ottenimento di materiali che ha titolo a procurarsi).

### Hard disk Loading
Un particolare tipo d'attività di pirateria informatica si ha quando imprese addette alla vendita di personal computer offrono macchine sugli hard disk delle quali è installato software OEM modificato per allettare gli acquirenti. Così facendo non solo incoraggiano alla pirateria, ed espongono se stessi ed i compratori a rischi legali, ma creano, a loro favore, una concorrenza sleale danneggiando i venditori del settore.

### Violazione della licenza d'utilizzo
La violazione del contratto di una licenza informatica di utilizzo, o di sue condizioni, relativa al software - indicato anche con underlicensing - consiste nell'installare software utilizzando un numero maggiore di copie rispetto a quante consentite nella licenza stessa e si verifica nelle aziende, organizzazioni o in luoghi che richiedono l'utilizzo di più computer. Talvolta si riscontra questo fenomeno nel caso di una crescita rapida del numero di computer all'interno di un'organizzazione, specie per sistemi operativi o per programmi destinati a particolari categorie di soggetti.

## Il contrasto nel mondo
Ogni Stato ha adottato una legislazione dedicata al contrasto, ci sono anche organizzazioni private, talvolta realizzate da aziende interessate alla tutela dei diritti di sfruttamento economico delle opere. A livello internazionale, la Business Software Alliance (BSA) è un'organizzazione di contrasto alla pirateria informatica fondata nel 1988. Un'altra organizzazione volta alla lotta contro la pirateria a difesa dei contenuti protetti da diritto d'autore è l'Alliance For Creativity and Entertainment (ACE), che riunisce le principali major del settore cinematografico.
Nell'ambito della legislazione sul diritto d'autore dell'Unione europea, uno dei primi atti in tema è stata la direttiva dell'Unione Europea 91/250/CEE del 14 maggio 1991 che ha imposto agli Stati membri dell'Unione europea di estendere entro il 31 dicembre 1992 la normativa sul diritto d'autore alla tutela del software, introducendo anche alcune indicazioni specifiche relative al divieto di "reverse engineering".

### Francia
Nel 2009 è stato costituito l'HADOPI, una istituzione preposta alla vigilanza del rispetto della normativa del diritto d'autore su internet.

### Italia
Dal punto di vista normativo una prima tutela giuridica al software venne data dall'emanazione del decreto legislativo 15 marzo 1996, n. 205; successivamente la legge 18 agosto 2000, n. 248 ha modificato la normativa sul diritto d'autore italiano e ha introdotto ulteriori disposizioni al fine di contrastare la pirateria e la contraffazione via internet.
Il DPCM del 15 settembre 2008 ha poi creato presso la Presidenza del Consiglio dei ministri il Comitato tecnico contro la pirateria digitale e multimediale, per il coordinamento delle attività. Alla repressione di tale attività è preposta la polizia postale e delle comunicazioni. Un'ulteriore misura adottata è il Piracy Shield, una piattaforma online gestita dall'Autorità per le garanzie nelle comunicazioni (AGCOM), progettata per contrastare la pirateria informatica, in particolare la trasmissione illegale di eventi sportivi e contenuti protetti da diritto d'autore.

### Aspetti giuridici
- Diritto d'autore
- Copyright
- All Rights Reserved
- Proprietà intellettuale
- Pubblico dominio
- Creative Commons
- GNU Free Documentation License
- Licenza informatica
- Software libero
- GNU General Public License
- Copyleft
- Copyzero

### Aspetti sociali
- Alleanza per la creatività ed intrattenimento
- Elogio della pirateria
- Pirateria
- Pirateria cinematografica
- Software pirata

### Organizzazioni
- SIAE
- Partito Pirata
- Free Software Foundation

### Pratiche e fattispecie
- File sharing
- Peer-to-peer
- Risposta graduale

### Temi connessi
- Diritto e fotografia
- Sicurezza informatica
- Diritto dello spettacolo